# 国際連合事務総長の選出
国際連合事務総長の選出（こくさいれんごうじむそうちょうのせんしゅつ）は、次期国際連合事務総長を選出するプロセスである。ある人物が事務総長の候補者になるためには、国際連合安全保障理事会（安保理）の9か国以上の理事国からの承認票を得なければならず、かつ、いずれの常任理事国からも拒否権を行使されないことが必要である。その後、安保理によって選出された候補者は国際連合総会に勧告され、総会の過半数の承認票が得られた場合に事務総長に任命される。
この選出プロセスは非公式に「選挙」と呼ばれているが、国連では「次期国連事務総長を選出して任命する手続き」と呼んでいる。安保理から勧告された候補者が総会によって拒否されたことはこれまでになく、次期事務総長は実質的に安保理の選出によって決定されている。

## 歴史
事務総長の選出を規定する正式な規則はほぼ存在しない。唯一の指針となる文言である国際連合憲章第97条には、「事務総長は、安全保障理事会の勧告に基いて総会が任命する。」とだけ記されている。これは最低限の規定であり、プロセスの詳細は手続き規則や慣習によって補完されてきた。1946年、総会は「安全保障理事会が総会での審議のために候補者を1人だけ勧告し、総会において指名に関する議論を避けることが望ましい」とする決議を採択した。
安保理での候補者の選出に対して、常任理事国5か国は拒否権を行使することができる。常任理事国が候補者に拒否権を行使した場合でも、投票は非公開で行われるため、「安保理決議の拒否権行使」とはカウントされない。1981年、中国が過去最多となる16回の拒否権行使をして選考が行き詰まったため、その打開のために安保理は無記名による事前投票(straw poll)を行うこととした:411。この仕組みは、1996年に「ウィスナムルティ・ガイドライン」(Wisnumurti Guidelines)として明文化された。

## 手順
現事務総長の任期が終了する数か月前に、安保理理事国の間で無記名による第一次の事前投票が行われる。投票は、特定の候補者について「奨励する」(encourage)、「落胆する」(discourage)、「意見なし」(no opinion)のいずれかの票を投じることで行われる。第一次の事前投票の投開票は、常任理事国・非常任理事国の票を区別せずに行われる。事前投票の結果によって、その候補者を除外し、新たな候補者を指名することができる。
第二次以降の事前投票は、常任理事国は赤い紙で、非常任理事国は白い紙で投票することで、どれが常任理事国による票であるかを明確にして行われる。常任理事国の票の中に「落胆する」票があった場合、これは本投票での拒否権行使の可能性が高いものとして扱われる。事前投票は、他の候補者よりも「推奨する」票を多く獲得し、かつ、全ての常任理事国の票が「落胆する」票以外である候補者が現れるまで続けられる。その後、安保理は、その候補者を総会に勧告するための本投票を行う。1996年以降は、満場一致で事務総長が勧告されるように、事前投票が行われている。
最終段階として、総会において、安保理から勧告された候補者を正式に事務総長に任命する。1950年を除き、これまでの総会では満場一致で事務総長が任命されてきた:404。安保理から勧告された候補者が総会で否決されたことは過去に一度もない。しかし、規定上は、安保理の勧告を覆して総会で否決をすることは可能である。
事務総長の選出プロセスは、しばしば次期ローマ教皇選出のために行われるコンクラーヴェと比較される。投票は少数の国に限定され、秘密裏に行われ、複数回の投票を経て、簡単に行き詰まるためである。また、投票用紙を燃やして白黒の煙を出すことはないが、事前投票には紅白の紙が使用される。投票は無記名ということになっているが、事前に結果を記者にリークする外交官が必ずいる:206-207。常任理事国が事務総長候補者に対する拒否権を持っているように、1903年のコンクラーヴェまでは、カトリック大国の君主が教皇候補者に対する拒否権(Jus exclusivae)を持っていた。

## 候補者の資格
事務総長に就任するための資格は、これまで正式に定められたことはない。しかし、いくつかの慣習的な資格が非公式に定められており、中国とフランスは、資格要件を満たさない候補者に対して拒否権を行使してきた。アメリカとイギリスはその資格要件を認めておらず、資格要件に適さない候補者を支持してきた。
常任理事国の国民は、国連への権力集中を強めることになるとして、これまで事務総長に立候補したことはない。

### 任期の制限
事務総長には、任期が2期までという非公式の制限がある。1981年、中国はクルト・ヴァルトハイムの3期目の選出に16回の拒否権を投じ、ヴァルトハイムは最終的に立候補を見送った。1981年以降、3期目に立候補しようとした事務総長はいない。

### 出身地域
現事務総長が2期（以上）務めた場合、次期事務総長の選考では、現事務総長と同じ地域グループの候補者は選考段階で除外される。
- 1976年、中国は西欧人のクルト・ヴァルトハイムに対して象徴的な拒否権を発動した。
- 1981年、中国はアフリカ出身の候補者を支持し、ヴァルトハイムが最終的に立候補を見送るまで16回の拒否権を行使した。安保理はラテンアメリカ出身の候補者を選ぶことで行き詰まりを打開した。
- 1991年、アメリカとイギリスは、全ての地域の候補者に対し選考を開放しようと試みたが、中国とフランスはアフリカ出身の候補者への支持を表明した[13]。

- 1996年、フランスの国連大使は次期事務総長を「アフリカ出身者にする」と発言した[14]。他の地域からの候補者を指名しようとしたが、中国がアフリカ以外の候補者に拒否権を行使すると考えた外交官たちによって却下された[15]。
- 2006年、中国は次期事務総長はアジア出身者であるべきだと発言し、アジア出身の候補者全員に賛成票を投じた[16]。

### 英語とフランス語の流暢さ
事務総長は英語とフランス語の両方を流暢に話すことができればベストである。過去には、フランス語を話せない候補者に対して、フランスは拒否権を行使するか、投票を棄権した。
- 1946年、ノルウェーのトリグブ・リーがフランス語を話せないことから、フランスは当初反対したが、他の4つの常任理事国が合意に達したことから賛成に回った[18]。アメリカは、ベルギーのポール＝アンリ・スパークが英語が話せないことを問題視し、スパークは総会議長に選ばれた[19]。
- 1971年、フィンランドのマックス・ヤコブソン（英語版）は、フランス語が話せないことを理由にフランスの支持を得られなかった[20]。フィンランド代表団は、1回目の投票でのフランスの拒否権の行使を非難したが、実際にはフランスは棄権した[21]。
- 1991年、次期事務総長の有力候補だったブトロス・ブトロス＝ガーリとバーナード・チゼロがある会議で同席となった。チゼロは、会話の途中で突然フランス語で話し始め、フランス語の流暢さをアピールした。ブトロス＝ガーリは、「彼はフランス語訛りの英語も話せるから、フランスに気に入られるだろう」と冗談を言った。事前投票では、どちらに対しても拒否権は行使されなかった[17]。
- 1996年、フランスの国連大使は次期事務総長について、「アフリカ出身の、フランス語を話せる人になってほしい」と述べた[14]。フランスは当初、フランス語を公用語としない国の候補者には全て拒否権を行使していた。しかし最終的には、英語圏のガーナ出身だがフランス語を話すコフィー・アナンの事務総長就任を認めた。
- 2006年、インドのシャシ・タルールが選挙運動のために北京に赴いた。中国の外相は面会の途中でフランス語に切り替え、タルールの語学力を試した。タルールは、アジアの候補者の中で唯一フランス語を流暢に話せたが、アメリカから拒否権を行使された[16]。最終的に選出された韓国の潘基文は、フランスから拒否権を行使されないために、夜間にフランス語教室に通っていた[22]。

## 過去の選出

### 事務総長代理
グラッドウィン・ジェブは1945年8月に国連準備委員会事務局長に就任し、1945年10月から1946年2月まで事務総長代理に任命された。国連憲章に基づいて任命されたのは、後任のトリグブ・リーからである。

### 1946年
当初、事務総長の最有力候補はカナダのレスター・B・ピアソンだった。しかし、国連の常設本部が北米に置かれることが決まっていたため、ソ連は地理的な理由からピアソンの事務総長就任に反対した。そこで常任理事国は、総会議長選挙でベルギーのポール＝アンリ・スパークに敗れたノルウェーのトリグブ・リーを指名することで合意した。安保理は、全会一致でトリグブ・リーを初代国連事務総長に選出した。

### 1950年
国連が朝鮮戦争に関与した後、ソ連はトリグブ・リーの再任に対し拒否権を行使した。アメリカは、総会は安保理の勧告なしにリーの再任ができると主張した。代わりにラテンアメリカ出身の候補者が選出されそうになったとき、アメリカは安保理で初めて拒否権を行使すると脅迫した。他に7票の賛成多数を獲得できる候補者がいなかったため、安保理は総会に勧告を出すことはできないと通告した。総会は46-5-8でリーの任期を3年延長し、1954年2月まで延長することを決定した。

### 1953年
ソ連は1950年の事務総長選出を国連憲章に違反するものとみなし、リーの就任から5年の任期が満了した1951年の時点で、事務総長の地位は空位になると考えた。それ以来、ソ連はリーを無視し、全ての連絡を事務総長ではなく「事務局」に宛てて出していた。1952年11月、リーは「今こそ国連に損害を与えずに去る時だと確信している」と辞任の意向を表明した。朝鮮休戦協定の交渉が進む中、リーは新しい事務総長がソ連との協力関係を回復できると考えていた。1953年1月にドワイト・D・アイゼンハワーがアメリカ大統領に就任し、1953年3月にヨシフ・スターリンが死去した。
イギリスはカナダのレスター・B・ピアソンを精力的に推したが、再びソ連によって拒否権を行使された。アメリカはフィリピンのカルロス・P・ロムロを推したが、過半数の7票を得られなかった。ソ連が推した候補者は大量の棄権を受けた。3週間の交渉の後、フランスがスウェーデンのダグ・ハマーショルドを提案した。ハマーショルドのことはほとんど知られておらず、アメリカ国務省は当初、これが誰なのか分からなかった。しかし、ハマーショルドは米ソに受け入れられ、安保理はハマーショルドをリーの後継者に選んだ。

### 1957年
1957年、ハマーショルドは全会一致で2期目の再選を果たした。
1960年に勃発したコンゴ動乱に対するハマーショルドの対応にソ連は不満を抱いていた。ソ連はハマーショルドを辞任に追い込み、事務総長をトロイカ体制、つまり3人の執行部に置き換えることを提案した。西側諸国はこの動きに反対し、ソ連はこの案を取り下げた。

### 1961年
1961年、ハマーショルドが北ローデシア（現ザンビア）での飛行機事故で死亡した(1961年国連チャーター機墜落事故)。国連憲章には事務総長の代理者に関する規定がなかった。ソ連はトロイカ体制の導入を再び提案し、アメリカとイギリスは総会議長が事務総長の職務を遂行することで安保理を迂回させる案を打ち出した。1週間の交渉の後、ソ連とアメリカは、ビルマのウ・タントがハマーショルドの役割を引き継ぐことで合意した。しかし、2つの超大国は事務次長補の数をめぐり、アメリカは5人、ソ連は3人、4人、6人、7人のいずれかを提案し、4週間にわたって交渉が行き詰まった。最終的に両国は、この件をウ・タントに一任することで合意した。ウ・タントは全会一致で、1963年4月10日に終了するハマーショルドの残任期間の事務総長代行に選ばれた。

### 1962年
就任から1年も経たないうちに、ウ・タントはキューバ危機の解決に重要な役割を果たした。ソ連のニキータ・フルシチョフ首相がアメリカのジョン・F・ケネディ大統領に宛てた書簡の中でウ・タントに好意的な言及を何度かしており、ウ・タントの再選は確実となった。1962年11月、国連総会は満場一致で、1966年11月3日までの任期でタントを事務総長代理から事務総長に昇格させることを決議した。個人的な理由から、タントは最初の就任から5年で任期を終えることを望んでおり、就任から最初の5年間を1期とみなすことになった。

### 1966年
1966年、ウ・タントは再選に立候補しないと宣言した。しかし、後任に指名された候補者はおらず、ウ・タントは3期目の任命を受けた。ウ・タントの3期目の任期は1971年12月31日までとされ、それ以降、事務総長の任期は暦年に合わせて調整されることとなった。

### 1971年
ウ・タントは、2期に相当する任期を務めた後の1971年末に事務総長を退任する意向を表明した。ソ連はウ・タントを続投させようとしたが、アメリカはウ・タントが引退できるように拒否権を行使することを表明した。
フィンランドのマックス・ヤコブソンが最有力候補だったが、第1次選考で最多得票を獲得したのはオーストリアのクルト・ヴァルトハイムだった。アルゼンチンのカルロス・オルティス・デ・ロサスも第2次選考で9票を獲得した。しかし、中国がヴァルトハイムに、ソ連がヤコブソンとオルティスに拒否権を行使した。第3次選考に先立ち、アメリカとイギリスの代表団はヴァルトハイムの選出を阻止するよう指示を受けていたが、中国の拒否権を頼りに棄権することにした。しかし、中国は拒否権を棄権に切り替えた。結局、拒否権を行使されなかったヴァルトハイムが1972年1月1日からの任期で事務総長に選出された。

### 1976年
ヴァルトハイムは、1976年の再選でメキシコのルイス・エチェベリアを破って勝利した。1971年の選考では3つの常任理事国から反対され、それらが全て棄権するという偶然により選出されたヴァルトハイムだったが、1976年の選考では常任理事国全ての支持を得た。中国は、第1次選考では第三世界からの事務総長を希望していることを示すために、ヴァルトハイムに象徴的な拒否権を行使したが、第2次選考ではヴァルトハイムに賛成票を投じた。

### 1981年
ヴァルトハイムは、前代未聞の3期目の事務総長選に出馬したが、タンザニアのサリム・アーメド・サリムに1票差で敗れた。しかし、中国がヴァルトハイムに拒否権を行使し、アメリカがサリムに反対票を投じたため、第16次選考を経ても結論が出なかった。安保理は最終的に、選挙運動をせずに自国に留まっていたハビエル・ペレス・デ・クエヤルに白羽の矢を立てた。ペレス・デ・クエヤルは1982年1月1日からの任期で選出され、初のラテンアメリカ出身の事務総長となった。
1981年の選出は、多くの前例を作った。選挙の行き詰まりを打開するために行われた事前投票方式が、それ以降の選出に採用された。中国がヴァルトハイムに16回の拒否権を行使したことで、2期までの任期制限と、同じ地域から続けて選出しないという原則が確立された。

### 1986年
1986年、ペレス・デ・クエヤルに対し2期目の任期が任命された。当時、アメリカ議会が国連拠出金を削減したことで、国連は財政難に直面していた。心臓のバイパス手術から回復したばかりのペレス・デ・クエヤルは、船と運命を共にすることに対し不本意を表明した。しかし、ペレス・デ・クエヤルはもう1期の任期を受け入れる義務を感じて最終的に受諾し、安保理で全会一致で再選された。

### 1991年
1991年、事務総長職はアフリカの番となった。8人のアフリカ人が候補者として推薦され、アフリカ統一機構(OAU)は、アフリカ人以外が勧告された場合は総会で反対票を投じることを表明した。総会で過半数の票を保有する非同盟運動は、OAUが推薦した候補者全員を支持した。中国は再び事務総長をアフリカ出身者とすることを支持した。しかし、他の4つの常任理事国は地域持ち回りの原則を拒否し、事前投票ではアフリカ人以外の候補者が数名指名された。
1991年の選考では、第1次選考から事前投票が行われた。1981年の選考とは対照的に、選考過程では拒否権が行使されなかった。5回の投票で、エジプトのブトロス・ブトロス＝ガーリとジンバブエのバーナード・チゼロがリードした。6回目の投票では、それまでチゼロを支持していた何人かが投票を棄権したが、これはアメリカが投票を延長して妥協候補者を確保しようとしていることを恐れてのことだった。ブトロス＝ガーリは11-0-4の投票で選ばれた:411–412。

### 1996年
高齢だったブトロス＝ガーリは当初、1期のみで退任することを予定していたが、1996年に2期目の選考に立候補した。安保理での投票でアメリカが拒否権を行使した。他の理事国はアメリカの立場を変えるように説得できなかったため、ブトロス＝ガーリは1996年12月5日に立候補を取りやめた。
ブトロス＝ガーリの後任として、4人のアフリカ人の候補者が立候補した。複数回の投票において、アメリカとイギリスはフランス語圏の全ての候補者に拒否権を行使し、フランスは英語圏の全ての候補者に拒否権を行使した。最終的にフランスが投票を棄権したことで、英語圏のガーナのコフィー・アナンが選出された。

### 2001年
2001年の選出では、アナン以外に立候補者がおらず、安保理で満場一致で選出された。

### 2006年
2006年の選出では、韓国の潘基文が1回目の選考からリードしていた。最終投票で、潘は14-0-1の得票を得た。2位はインドのシャシ・タルールで、10-3-2の得票だったが、アメリカが拒否権を行使した。

### 2011年
2011年の選出では、潘以外に立候補者がおらず、安保理で満場一致で選出された。

### 2016年
2016年の選出では、それまで一度も事務総長を出していなかった東ヨーロッパグループからの候補者が好まれた。また、初の女性事務総長を選出しようという活動も行われていた。13人の候補者のうち、9人が東欧出身、7人が女性だった。
両方の活動が協力して「東欧の女性の事務総長を選出する」という方向には向かわず、2つの活動はいずれも失敗に終わった。ポルトガル出身の男性のアントニオ・グテーレスが第1回の投票からリードし、それ以降もリードを失うことはなかった。グテーレスは最終投票で13-0-2の得票で勝利し、かつ、初めて選考中に一度も拒否権を行使されなかった候補者となった。グテーレスは、1981年以来の西欧人の事務総長となった。

### 2021年
2021年、グテーレスは2期目に立候補した。インド系カナダ人のアローラ・アカンクシャも出馬し、現職の事務総長に挑戦する初の候補者となった。しかし、アローラを指名する加盟国は現れず、グテーレスは安全保障理事会で満場一致で再選された。